# Romertoren
De Romertoren is een woontoren in de Nederlandse plaats Venlo.
Het gebouw is onderdeel van het project Maasboulevard en telt circa 78 appartementen. Projectontwikkelaar van het hele project is de firma 3W.
De bouw van het hele plan Maasboulevard begon in 2007 en werd in 2010 voltooid. De toren maakt deel uit van het deelplan Romercenter, waarvan het oostelijke deel vijf bouwlagen telt. De bovenste lagen hiervan zijn patiowoningen en appartementen en op de begane grond winkels. De toren zelf is circa 60 meter hoog en telt 20 verdiepingen.